# يا رب توبة (فلم)
يارب توبة  فيلم دراما مصري للمخرج علي رضا عام 1975 كتب السيناريو والحوار المؤلف وكاتب السيناريو والمخرج الإذاعى محمد عثمان عن قصة «أولاد الفقراء» عام 1942. الفيلم من بطولة سهير المرشدي، رشدي أباظة، نور الشريف، حسين فهمي، مريم فخر الدين، وسيد زيان  وتدور الأحداث حول حسنية التي تكافح ضد ظلم عمها مراد باشا الذي يفرق بينها وبين ابنه، والد طفلتها، ويزوجها لمزارع في أرضه لتتحول قصتها، هي وطفلتها، إلى مأساة. قدم يوسف وهبي نفس الرواية عام 1942 في فيلم «أولاد الفقراء»، وقدمها تحت نفس العنوان على المسرح  عام 1954.
صدر الفيلم إلى دور العرض المصرية في 17 مارس 1975.
كان العرض الأول في دار سينما رمسيس  بالقاهرة.
منح موقع قاعدة بيانات الأفلام العربية «السينما.كوم» الفيلم درجة 5.5/ 10.

## ملابس بطل الفيلم
كشف كمال مرعي، أقدم مصمم أزياء في السينما والدراما والمسرح، عن سعر بدلة رشدي أباظة في فيلم «يارب توبة» التي كانت من اختيار أباظة وقام بتفصيلها مرعي وتكلفت عام 1974 مبلغ 250 جنيه مصري. ولأن المبلغ كان كبيراً في ذلك الوقت فقد قام أباظة بدفع مبلغ 150 جنيه وقامت إدارة الإنتاج بدفع باقي المبلغ.

## طاقم التمثيل
سهير المرشدي: في دور حسنية محمد عبد السميع/ سونيا
رشدي أباظة: في دور مراد باشا عبد السميع (عم حسنية)
نور الشريف: في دور إبراهيم عبد الباقي سويلم
حسين فهمي: في دور أحمد محمد عبد السميع (شقيق حسنية)
مريم فخر الدين: في دور أم زكي (زوجة مراد باشا عبد السميع)
نورا: في دور رئيفة خورشيد (ابنة خورشيد باشا)
نعيمة الصغير: في دور المعلمة بدرية (صاحبة ملهى ليلي وقوادة)
سيد زيان: في دور سيد (صبي المعلمة بدرية)
محمد لطفي: في دور زكي مراد عبد السميع (ابن مراد باشا)
نبيلة السيد: في دور عزيزة
ناهد سمير: في دور أم أحمد (والدة حسنية)
أحمد الجزيري: في دور محمد أفندي عبد السميع (شقيق وناظر عزبة مراد باشا)
عبد العزيز أبو الليل: في دور عبد الباقي سويلم (والد إبراهيم ووكيل عزبة مراد باشا)
أحمد أباظة: في دور المعلم رزه (الجزار)
جمال إسماعيل: في دور قرني (الفلاح صديق أبراهيم)
أسامة عباس: في دور خليل أفندي (شماشرجي الباشا)
محمد شوقي: في دور إسماعيل (المخدم)
فيفي يوسف: في دور أم رئيفة (زوجة خورشيد باشا)
رجاء عبد الحميد: في دور أم هلال (الداية)
سيدة إسماعيل: في دور أم محمد (الداية)
مختار السيد: في دور الطبيب (في العيادة)
إبراهيم قدري: في دور زبون سونيا
رشوان مصطفى: في دور الطبيب (في المنزل)
عبد الفتاح غبن: في دور الشيخ سلامة (إمام المسجد)
صالح الإسكندراني: في دور مزارع
ميرفت علي: في دور صفية زكي مراد عبد السميع (الطفلة) 

## أحداث الفيلم
يتزوج مراد عبد السميع (رشدي أباظة) ابنة الباشا (مريم فخر الدين)، وأصبح يهيمن على الأرض ويمارس السياسة عن طريق الحزب، ويحصل على الباشاوية. يدرك مراد أن قوته تكمن في إحتياج كل من حوله إليه، خصوصا الفلاحين في دائرته الزراعية، التي يتولى نظارتها أخيه المعدم محمد أفندي عبد السميع (أحمد الجزيري)، وتقوم زوجته أم أحمد (ناهد سمير) وإبنته حسنية (سهير المرشدي) بخدمة حرم الباشا، وكذلك إبنه أحمد (حسين فهمي) طالب كلية الحقوق. تنشأ علاقة عاطفية بين زكي (محمد لطفي) ابن الباشا، الطالب بالكلية الحربية، وإبنة عمه حسنية، والتي سلمت نفسها لإبن عمها طواعية، ثقة في زواجه منها بعد تخرجه من الحربية. تحمل حسنية، وتفقد وعيها أثناء إشتراكها في حلقة الزار الذي تقيمه حرم الباشا، وتكتشف طبيبة العائلة حمل حسنية في شهرين وتبلغ الباشا. يدرك الباشا أن الفاعل هو إبنه زكي وحيث أن الباشا يرغب في زواج إبنه من رئيفة (نورا) ابنة خورشيد باشا، والتي ورثت عن والدها ألف فدان، يأمر إبنه، بإنكار صلته بحمل حسنية، ويطلب من أخيه محمد تزويج إبنته حسنية من الفلاح إبراهيم (نور الشريف) ابن وكيل الدائرة عبد الباقي سويلم (عبد العزيز أبو الليل). يرضخ الجميع لأوامر الباشا، خوفا من بطشه، ويفرح إبراهيم بمصاهرة الباشا، خصوصا وانه سبق أن طلب حسنية، وتم رفض طلبه، وتوافق حسنية مرغمة بعد تخلى ابن عمها زكي عنها. تمتنع حسنية عن إبراهيم في ليلة الدخلة، وتتفق مع أمها على التخلص من الحمل، ويلجأن لأم هلال (رجاء عبد الحميد) الداية، التي تفشل في التخلص من الحمل. تشعر حسنية بانجذاب نحو إبراهيم لتعاطفه وحنيته. تضع حسنية حملها أنثى بعد ستة شهور مما يثير ريبة إبراهيم، وينصحه أبيه بالصمت خوفا من بطش الباشا، ويحاول إبراهيم قتل حسنية فيصيب أمها بدلا منها، ويأخذ أحمد منه السلاح ويقتل زكي، ويتم القبض عليهما، والحكم عليهما بالسجن 7 سنوات. تلوذ حسنية بالفرار إلى القاهرة ومعها رضيعتها، وتحاول العمل خادمة ولا تفلح لوجو الطفلة. يقودها «المخدم» إسماعيل (محمد شوقي) لملهى المعلمة بدرية (نعيمة الصغير) الذي تقدم فيه للزبائن الغناء والرقص والخمر والنساء، وتستغل حاجة حسنية للمال لعلاج رضيعتها وتمنحها أكثر من إحتياجها، وتتحول حسنية إلى بائعة هوى. تنجح حسنية في عملها ويصبح لها بيت وتستمر في علاج ابنتها التي لم تشفى من مرضها الصدري، طوال 7 سنوات. تسمع حسنية أن علاج طفلتها ممكن خارج البلاد، وتلجأ لعمها الباشا، الذي يطردها من بيته، ويرفض الإعتراف بحفيدته. يخرج أحمد وإبراهيم من السجن، ويجدوا وصية تركها لهم محمد أفندى، يرجوهم فيها البحث عن حسنية، وغفران ذلتها، ويطلب الغفران منهم. يتوجه أحمد وإبراهيم إلى القاهرة لمقابلة خليل أفندي (أسامة عباس) شماشرجى الباشا، الذي يدلهم على مكان حسنية. لا تتحمل حسنية تأوّهات إبنتها من الألم وتفقد عقلها، وتحاول إسكاتها بوضع الوسادة فوق فمها حتى تفارق الحياة، وفي نفس اللحظة يصل إبراهيم بصحبة أخيها أحمد.

## وصلات خارجية
- مقالات تستعمل روابط فنية بلا صلة مع ويكي بيانات
- يارب توبة على موقع الدهليز
- يارب توبة على موقع كاروهات